# Campeonato Paraense de Futebol de 1929
O Campeonato Paraense de Futebol de 1929 foi a 19.ª edição da principal divisão do futebol do Pará. Organizada pela Federação Paraense de Desportos, a competição contou com a participação de cinco clubes, todos sediados na capital Belém. O Paysandu sagrou-se campeão, conquistando seu 7º título estadual, enquanto o União Sportiva ficou com o vice-campeonato.

## Participantes
| Equipe          | Cidade | Títulos (mais recente) | Part. |
| --------------- | ------ | ---------------------- | ----- |
| Júlio César     | Belém  | 0 (não possui)         | 1ª    |
| Luso Brasileiro | Belém  | 0 (não possui)         | 5     |
| Paysandu        | Belém  | 6 (1928)               | 15    |
| Remo            | Belém  | 10 (1926)              | 17    |
| União Sportiva  | Belém  | 2 (1910)               | 19    |

## Campanha do Campeão
- 13-1 Luso Brasileiro
- 3-0 Júlio Cesar
- 2-0 Remo
- 1-1 União Sportiva
- 4-0 Júlio Cesar
- 4-0 Remo
- 2-1 União Sportiva

## Premiação
| Campeonato Paraense de 1929     |
| Belém                           |
| ------------------------------- |
| Paysandu Tricampeão (7º título) |